# الشعب (المخادر)

تعديل مصدري - تعديل

الشعب محلة تابعة لقرية الحشاشي، التابعة لعزلة المعشار بمديرية المخادر إحدى مديريات محافظة إب في الجمهورية اليمنية، بلغ تعداد سكانها 71 حسب تعداد اليمن لعام 2004.